# Drumnadrochit
Drumnadrochit is een toeristisch plaatsje dat ligt aan Loch Ness in Schotland. De plaats ligt op zo'n 22 km van de stad Inverness. In Drumnadrochit liggen onder andere een museum (van Loch Ness) en een kasteelruïne (Urquhart Castle).
Belangrijke verkeersaders zijn de A82, A86, A87 en de A887.

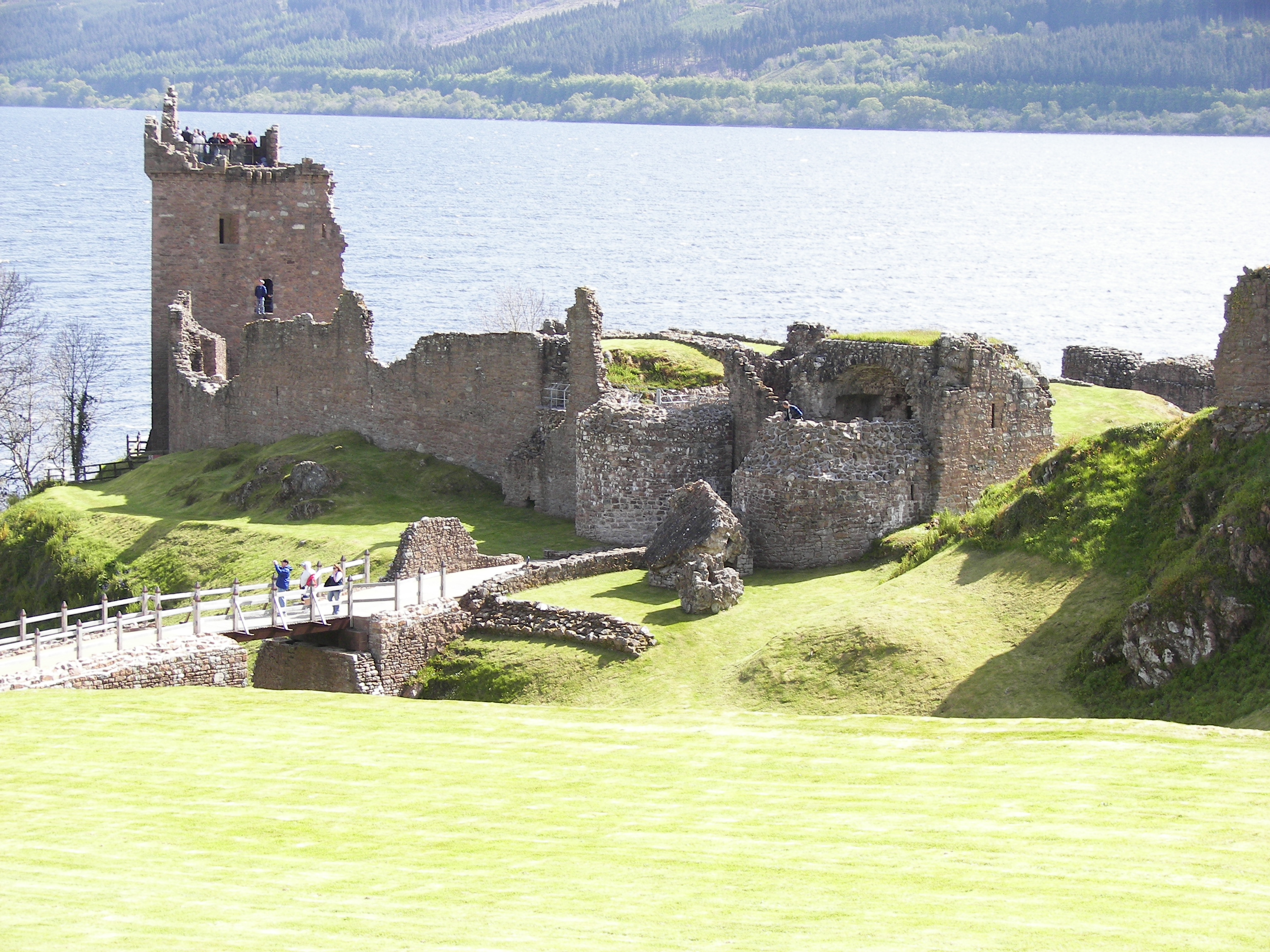
Kasteel